# Yunus (sura)
Yunus "Jonas" (Em árabe: سورة يونس) é a 10º sura do Alcorão com 109 ayats. É classificada como uma sura Makkan.